# Thomas Thudin
Thomas Thudin, född 30 juli 1973, är en svensk före detta fotbollsmålvakt.
Han skrev i maj 2012 på för Allsvenska Åtvidabergs FF.